# Flotufolastat F-18
Flotufolastat F-18, vendido sob a marca Posluma, é um agente de diagnóstico radioativo usado na tomografia por emissão de positrões (PET) em imagens de cancro de próstata. É administrado por injeção na veia.
Os efeitos secundários comuns incluem diarreia, pressão alta e dor no local da injeção. Outros efeitos secundários incluem exposição à radiação. O ingrediente activo é o flotufolastat F-18 gálio.
O flotufolastat F-18 foi aprovado para uso médico nos Estados Unidos em 2023.